# Artúr Görgey

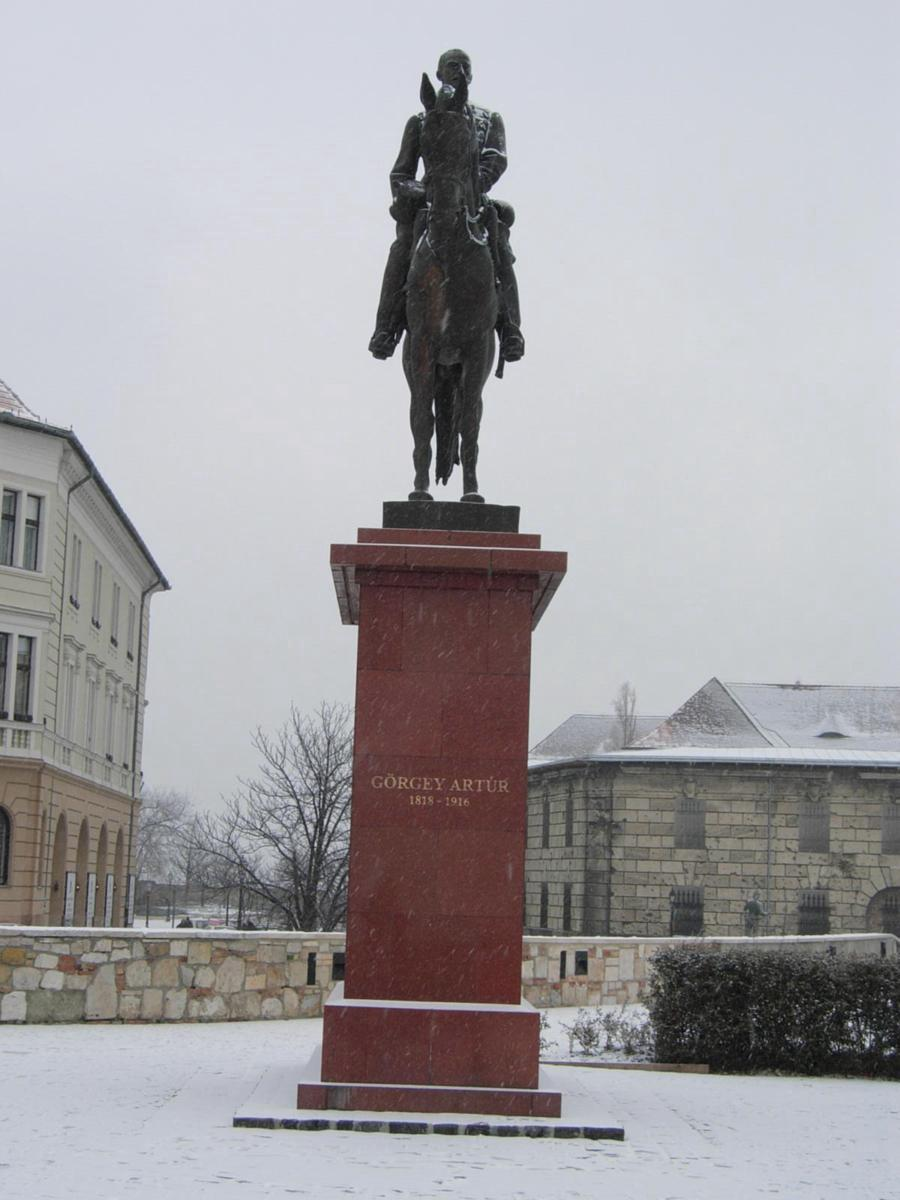
Estátua de Artúr Görgey em Budapeste.

Artúr Görgey von Görgő und Toporcz (Toporec, 30 de janeiro de 1818 — Visegrád, 21 de maio de 1916) foi um general húngaro e herói da Revolução de 1848.